# Hospital del Norte de Tenerife
El Hospital del Norte de Tenerife se ubica en el municipio de Icod de los Vinos, en el norte de la isla de Tenerife (Islas Canarias, España). Se trata de un hospital de segundo nivel y por lo tanto del mismo nivel que los hospitales insulares de las islas no capitalinas de Canarias.
El Hospital del Norte de Tenerife es, junto a su homólogo el Hospital del Sur de Tenerife, los principales centros sanitarios en importancia de la isla de Tenerife tras los hospitales de tercer nivel: el Hospital Universitario Nuestra Señora de Candelaria (en Santa Cruz de Tenerife) y el Hospital Universitario de Canarias (en San Cristóbal de La Laguna). Es un centro con cobertura para los municipios del norte de la isla de Tenerife y es dependiente justamente del Hospital Universitario de Canarias.
El Hospital del Norte de Tenerife cuenta, de acuerdo a su clasificación como hospital de segundo nivel, con servicios de hospitalización, diagnóstico avanzado, urgencias, cirugía mayor ambulatoria, rehabilitación, cardiología, cirugía, digestivo, endocrinología, ginecología, obstetricia, neumología, reumatología, traumatología, angiología y cirugía vascular, dermatología, neurología, oftalmología, otorrinolaringología, rehabilitación y urología, etc. Los hospitales de tercer nivel y los de segundo nivel junto con los 39 centros de atención primaria y los múltiples centros de atención especializada completan las infraestructuras sanitarias de Tenerife.